# Bistum Ituiutaba

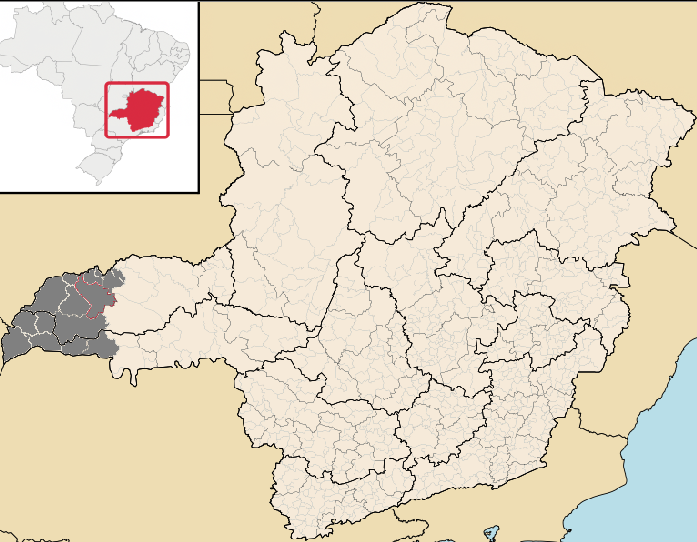
Bistum Ituiutaba.

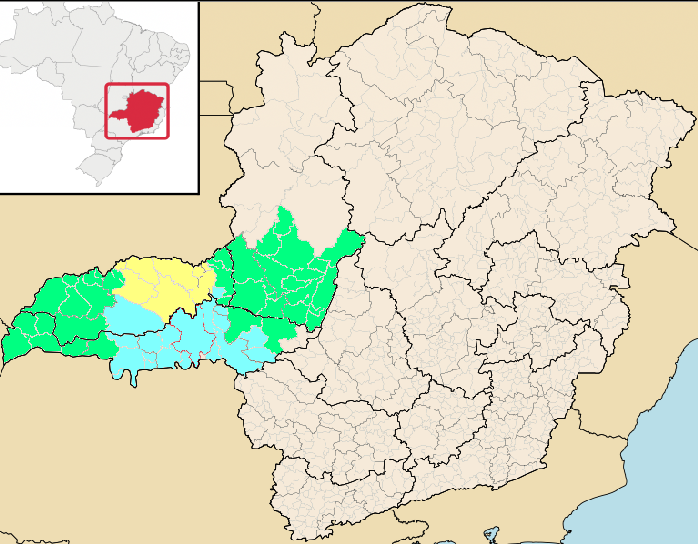
Ecclesiastical Province of Uberaba.

Regional CNBB Leste 2.

Das Bistum Ituiutaba (lateinisch Dioecesis Ituiutabensis, portugiesisch Diocese de Ituiutaba) ist eine in Brasilien gelegene römisch-katholische Diözese mit Sitz in Ituiutaba im Bundesstaat Minas Gerais. 

## Geschichte
Das Bistum Ituiutaba wurde am 16. Oktober 1982 durch Papst Johannes Paul II. mit der Apostolischen Konstitution Quo melius aus Gebietsabtretungen des Erzbistums Uberaba und des Bistums Uberlândia errichtet. Es wurde dem Erzbistum Uberaba als Suffraganbistum unterstellt.

## Bischöfe von Ituiutaba
- Aloísio Roque Oppermann SCJ, 1983–1988, dann Koadjutorbischof von Campanha
- Paulo Sérgio Machado, 1989–2006, dann Bischof von São Carlos
- Francisco Carlos da Silva, 2007–2015, dann Bischof von Lins
- Irineu Andreassa OFM, 2016–2025
- Valter Magno de Carvalho, seit 2025